# Kepuhrejo (Ngantru)
Kepuhrejo is een bestuurslaag in het regentschap Tulungagung van de provincie Oost-Java, Indonesië. Kepuhrejo telt 4102 inwoners (volkstelling 2010).